# Harrisville (Michigan)
Harrisville város az USA Michigan államában, Alcona megyében, melynek megyeszékhelye is. Lakosainak száma 437 fő (2020. április 1.).

## Népesség
A település népességének változása:
| Lakosok száma | 549  | 493  | 437  |
|               | 1880 | 2010 | 2020 |